# گاملان
گاملان یا گَمِلَن (انگلیسی: Gamelan) به موسیقی سنتی گروه‌نوازی جاوه و بالی اندونزی گفته می‌شود که اساس کارش بر سازهای کوبه‌ای است. متداولترین سازها در گروه‌های موسیقی گملن عبارتند از متالوفون و کندانگ که ضرب موسیقی را فراهم می‌آورند و نیز زیلوفون، فلوت‌های بامبو، رباب و آوازخوان‌هایی که سیندهن (sindhèn) نامیده می‌شوند.
اگرچه محبوبیت گملن با رشد موسیقی پاپ رو به افول گذاشته، اما این موسیقی همچنان جایگاه خود را در مراسم رسمی و آیینی حفظ کرده و از نمادهای فرهنگ اندونزیایی به‌شمار می‌رود.